# Уряд Уругваю
Уряд Уругваю — вищий орган виконавчої влади Уругваю.

## Голова уряду
- Президент — Луїс Альберто Лакальє Поу (англ. Luis Alberto Lacalle Pou).
- Віце-президент — Беатріс Архімон (англ. Beatriz Argimón).

## Кабінет міністрів
Склад чинного уряду подано станом на 22 грудня 2015 року.
| Логотип | Міністерство                                                   | Міністр                                                    | Фото | Час на посаді | Час на посаді | Партія | Партія | Вебсайт |
| ------- | -------------------------------------------------------------- | ---------------------------------------------------------- | ---- | ------------- | ------------- | ------ | ------ | ------- |
|         | Міністерство внутрішніх справ                                  | Едуардо Бономі (Eduardo Bonomi)                            |      |               |               |        |        |         |
|         | Міністерство економіки і фінансів                              | Даніло Асторі Сарагоса (Danilo Astori Saragoza)            |      |               |               |        |        |         |
|         | Міністерство житла, землекористування і екології               | Енейда де Леон (Eneida de Leon)                            |      |               |               |        |        |         |
|         | Міністерство закордонних справ                                 | Родольфо Нін Новоа (Rodolfo Nin Novoa)                     |      |               |               |        |        |         |
|         | Міністерство оборони                                           | Елеутеріо Фернандес Уїдобро (Eleuterio Fernandez Huidobro) |      |               |               |        |        |         |
|         | Міністерство освіти і культури                                 | Марія Хулія Муньос (Maria Julia Munoz)                     |      |               |               |        |        |         |
|         | Міністерство охорони здоров'я                                  | Хорхе Бассо (Jorge Basso)                                  |      |               |               |        |        |         |
|         | Міністерство праці та соціальної допомоги                      | Ернесто Мурро (Ernesto Murro)                              |      |               |               |        |        |         |
|         | Міністерство промисловості, енергетики і гірництва             | Кароліна Коссе (Carolina Cosse)                            |      |               |               |        |        |         |
|         | Міністерство соціального розвитку                              | Марина Арісменді (Marina Arismendi)                        |      |               |               |        |        |         |
|         | Міністерство сільського господарства, тваринництва і риболовлі | Табаре Агірре (Tabare Aguerre)                             |      |               |               |        |        |         |
|         | Міністерство транспорту і житлово-комунального господарства    | Віктор Россі (Victor Rossi)                                |      |               |               |        |        |         |
|         | Міністерство туризму                                           | Ліліам Кечічян (Liliam Kechichian)                         |      |               |               |        |        |         |